# FSFAB Cadre-45/2-Weltmeisterschaft 1906

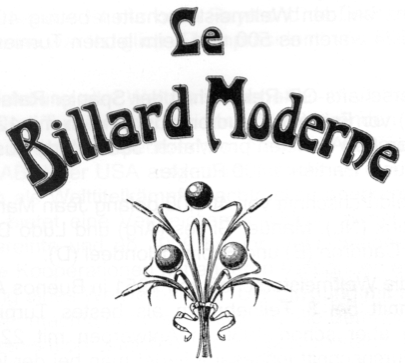
Emblem der FSFAB

Veranstaltungsort: Paris

Die FSFAB Weltmeisterschaften im Cadre 35/2 und 45/2 1906 war die 1. Cadre 45/2 Weltmeisterschaft der Amateure der FSFAB. Das Turnier fand vom 1. bis zum 5. März 1906 in Paris, Frankreich, statt. Parallel zu denen der FSFAB wurden auch Weltmeisterschaften der Fédération Française de Billard (FFB) ausgetragen.

## Geschichte
Das Turnier wurde damals auf dem Matchbillard erstmals mit 45 cm Abstrich der Cadrefelder ausgetragen. Damit war es erste Cadre 45/2 Weltmeisterschaft. Sieger wurde wie schon 1904 und 1905 in Cadre 35/2 der Franzose Lucien Rérolle.

## Turniermodus
Das ganze Turnier wurde im Round Robin System bis 400 Punkte gespielt.
1. MP = Matchpunkte
2. GD = Generaldurchschnitt
3. HS = Höchstserie

## Abschlusstabelle
| MP    | Match Points (Sieger = 2; Unentschieden = 1; Verlierer = 0) |
| Pkte. | Erzielte Karambolagen                                       |
| Aufn. | Benötigte Versuche                                          |
| GD    | Generaldurchschnitt                                         |
| BED   | Bester Einzeldurchschnitt eines Spielers                    |
| HS    | Höchstserie                                                 |
|       | Bester GD des Turniers                                      |
|       | Bester ED des Turniers                                      |
|       | Beste HS des Turniers                                       |
|       | 1. Platz (Gold)                                             |
|       | 2. Platz (Silber)                                           |
|       | 3. Platz (Bronze)                                           |

| Platz | Name               | MP  | GD    | BED   | HS  |
| ----- | ------------------ | --- | ----- | ----- | --- |
| 1     | Lucien Rérolle     | 6:0 | 13,79 | 20,00 | 133 |
| 2     | Henri Blanc        | 4:2 | 11,62 | 13,33 | 100 |
| 3     | Charles Darantière | 2:4 | 10,41 | 10,25 | 67  |
| 4     | A. Hecking         | 0:6 | 7,22  | –     | 53  |